# Christian Bakkerud

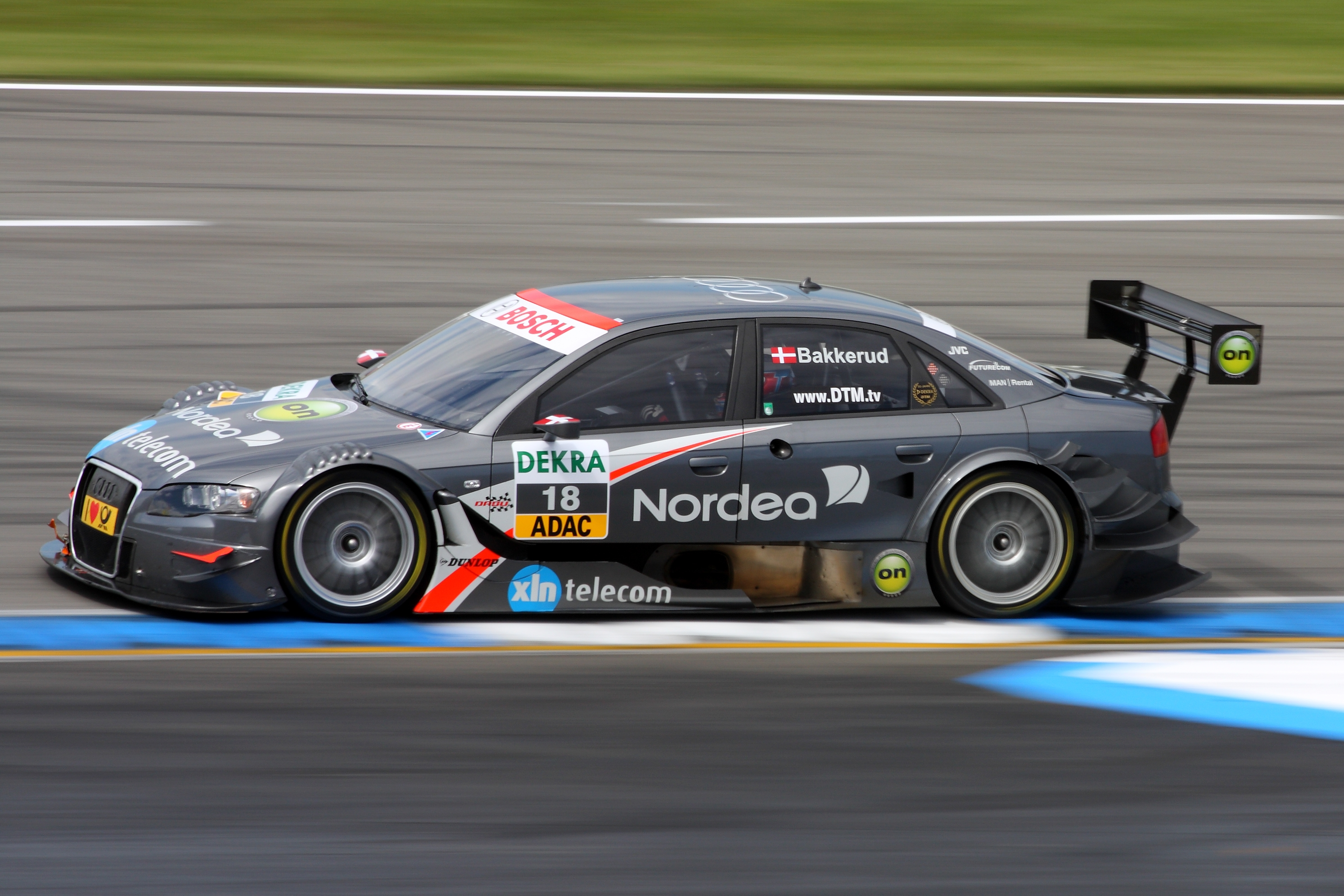
2009-ben a német túraautó-bajnokság egy futamán

Christian Bakkerud (Koppenhága, 1984. november 3. – 2011. szeptember 11.) dán autóversenyző.

## Pályafutása
2002 és 2004 között Formula BMW sorozatok futamain vett részt.
2005-ben és 2006-ban a brit Formula–3-as bajnokságban szerepelt. Első évében a hetedik helyen végzett, majd a 2006-os szezonban egy futamgyőzelemmel a hatodik helyen zárta az összetett értékelést.
Ezt követően két évet töltött a GP2-ben, valamint egy szezont a GP2 Asia szériában. Pontot egy alkalommal sem sikerült szereznie.
2009-ben a német túraautó-bajnokságban versenyzett. Ezentúl részt vett a Le Mans-i 24 órás autóversenyen, ahol Christijan Albers és Giorgio Mondini társaként a kilencedik helyen ért célba.
2011-ben egy közúti balesetben életét vesztette.

## Eredményei

### Teljes GP2-es eredménylistája
(Táblázat értelmezése)

(Félkövér: pole-pozícióból indult; dőlt: leggyorsabb kört futott) 

| Év   | Csapat             | 1          | 2          | 3          | 4          | 5          | 6          | 7          | 8          | 9          | 10         | 11         | 12         | 13         | 14         | 15         | 16      | 17      | 18         | 19         | 20         | 21         | Helyezés | Pont |
| ---- | ------------------ | ---------- | ---------- | ---------- | ---------- | ---------- | ---------- | ---------- | ---------- | ---------- | ---------- | ---------- | ---------- | ---------- | ---------- | ---------- | ------- | ------- | ---------- | ---------- | ---------- | ---------- | -------- | ---- |
| 2007 | David Price Racing | BHR FEA 13 | BHR SPR Ki | ESP FEA 12 | ESP SPR Ki | MON FEA Ki | FRA FEA Ki | FRA SPR 12 | GBR FEA Ki | GBR SPR 21 | EUR FEA Ki | EUR SPR 18 | HUN FEA Ki | HUN SPR Ni | TUR FEA Nk | TUR SPR Nk | ITA FEA | ITA SPR | BEL FEA 12 | BEL SPR Ki | VAL FEA Ki | VAL SPR Ki | 32.      | 0    |
| 2008 | Super Nova Racing  | ESP FEA Ki | ESP SPR    | TUR FEA    | TUR SPR    | MON FEA 10 | MON SPR Ki | FRA FEA    | FRA SPR    | GBR FEA    | GBR SPR    | GER FEA    | GER SPR    | HUN FEA    | HUN SPR    | EUR FEA    | EUR SPR | BEL FEA | BEL SPR    | ITA FEA    | ITA SPR    |            | 27.      | 0    |

### Teljes GP2 Asia széria eredménylistája
(Táblázat értelmezése)

(Félkövér: pole-pozícióból indult; dőlt: leggyorsabb kört futott) 

| Év   | Csapat            | 1           | 2           | 3          | 4          | 5          | 6          | 7          | 8          | 9           | 10         | Helyezés | Pont |
| ---- | ----------------- | ----------- | ----------- | ---------- | ---------- | ---------- | ---------- | ---------- | ---------- | ----------- | ---------- | -------- | ---- |
| 2008 | Super Nova Racing | UAE1 FEA Ki | UAE1 SPR 11 | IND FEA Ki | IND SPR 14 | MAL FEA Ki | MAL SPR Ki | BHR FEA Ki | BHR SPR Ki | UAE2 FEA Ki | UAE2 SPR 9 | 27.      | 0    |

### Teljes DTM eredménylistája
(Táblázat értelmezése)

(Félkövér: pole-pozícióból indult; dőlt: leggyorsabb kört futott) 

| Év   | Csapat | 1       | 2      | 3      | 4       | 5   | 6      | 7      | 8      | 9      | 10      | Helyezés | Pont |
| ---- | ------ | ------- | ------ | ------ | ------- | --- | ------ | ------ | ------ | ------ | ------- | -------- | ---- |
| 2009 | Audi   | HOC1 14 | LAU 14 | NOR 15 | LAU Kiz | OSC | NÜR 13 | BRH 16 | CAT 17 | DIJ Ki | HOC2 12 | 19.      | 0    |

### Le Mans-i 24 órás autóverseny
| Év   | Csapat | Autó         | Csapattárs        | Csapattárs      | Helyezés |
| ---- | ------ | ------------ | ----------------- | --------------- | -------- |
| 2009 | Kolles | Audi R10 TDI | Christijan Albers | Giorgio Mondini | 9.       |